# Andrii Pilshchykov
Andrii Borysovych Pilshchykov  (en ucraniano: Андрій Борисович Пільщиков; Járkov, 1992/1993-25 de agosto de 2023) fue un piloto de combate ucraniano con el distintivo de llamada "Juice", un mayor en la 40.ª Brigada de Aviación Táctica de la Fuerza Aérea de Ucrania. Fuerza. Voló un caza Mikoyan MiG-29 durante la invasión rusa de Ucrania.

## Biografía
Andrii Borysovych Pilshchykov (apodado Jus del inglés Juice) 3 de febrero de 1993 en Kharkiv - 25 de agosto de 2023, cerca del pueblo de Singura, región de Zhytomyr) - piloto militar ucraniano, mayor 40 BrTA de la Fuerza Aérea de Las Fuerzas Armadas de Ucrania, participantes en la guerra ruso-ucraniana. Caballero de la Orden “Por el Coraje” grado III (2022).
Cuando era adolescente visitó los aeródromos de la región de Kharkiv.
Se elevó por primera vez al cielo en el X-32-912 "Snake" con el piloto de la organización pública "Civil Air Patrol".
Se graduó en la Universidad Nacional de la Fuerza Aérea Nacional de Kharkiv que lleva el nombre de Ivan Kozhedub.
Se desempeñó como piloto de combate un caza MiG-29 en la 40.ª Brigada de Aviación Táctica.
En 2018, el piloto participó en el ejercicio internacional "Clear Sky 2018". En ese momento, sus amigos estadounidenses le pusieron el distintivo de llamada "Juice" porque no bebía bebidas alcohólicas durante los ejercicios de entrenamiento conjunto. Durante algún tiempo, fue el único piloto de las Fuerzas Armadas de Ucrania con un distintivo de llamada oficial.
Desde el comienzo de la invasión rusa a gran escala, defendió los cielos de Ucrania. Participó en la defensa aérea de Kiev y otros territorios. Desde marzo de 2022, Juice concedió varias entrevistas en vivo a CNN entre salidas, sin revelar su nombre real, mientras llevaba un casco o un pañuelo sobre la boca.
Al 7 de mayo de 2022, Pilshchykov tenía 500 horas de vuelo de combate.
El 2 de junio de 2023, junto con el piloto Vladyslav Savieliev (distintivo de llamada "Nomad"), dos MiG-29 realizaron con éxito una misión de combate en el este, lanzando misiles HARM.

## Esfuerzos de promoción

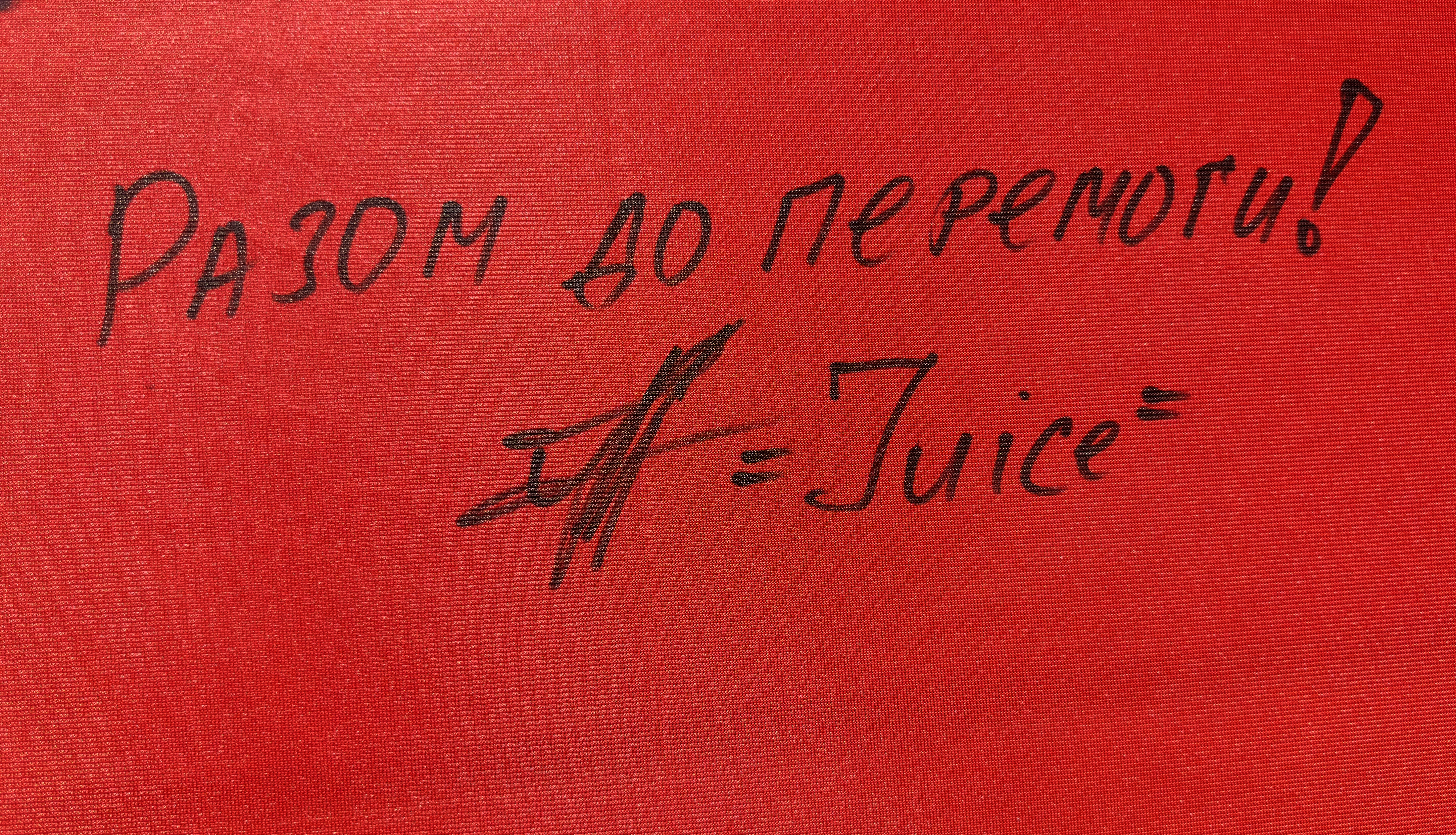
¡Juntos hacia la victoria! (7 de abril de 2023)

Pilshchykov fue mencionado como una referencia autorizada sobre los desafíos que enfrenta la Fuerza Aérea de Ucrania y la necesidad de suministrar cazas F-16 a Ucrania. En entrevistas con The Washington Post, Financial Times, CNN, Fox News, BBC News, pidió a los socios occidentales que proporcionen a Ucrania aviones de combate modernos.
En junio de 2022, Pilshchykov visitó Estados Unidos con otro piloto ucraniano, distintivo de llamada Moonfish, para presionar a favor de los F-16 para Ucrania. Sean Penn se unió a Pilshchykov y Moonfish para ayudar en sus esfuerzos de promoción. Los pilotos se reunieron con legisladores estadounidenses para discutir los sistemas de armas modernos necesarios en Ucrania. Juice y Moonfish se reunieron con Adam Kinzinger en su oficina en Washington D. C. Como resultado de esa reunión, Adam Kinzinger presentó la "Ley de Pilotos de Caza de Ucrania" a la Cámara de Representantes de los Estados Unidos el 17 de junio de 2022. El proyecto de ley fue copatrocinado por Chrissy Houlahan, Ted Lieu, Susan Wild, Tom Malinowski, Abigail Spanberger y Mike Levin.

## Muerte
Andrii Pilshchykov murió la noche del 25 de agosto de 2023 junto con otros dos pilotos, el mayor Viacheslav Minka y el mayor Serhii Prokazin, cuando sus dos aviones de entrenamiento L-39 chocaron cerca de Sinhury, en el Óblast de Zhytomyr. Su muerte fue reportada por CNN y ampliamente cubierta por los medios ucranianos, los cuales publicaron fotografías de archivo donde se puede ver su rostro. El 26 de agosto de 2023, en su discurso, el presidente de Ucrania, Volodímir Zelenski, mencionó la muerte de Juice, la cual, según medios rusos, se habría debido al derribo de su aeronave y no a un accidente. Se abrió una investigación judicial del incidente aéreo.